# Gravitholus albertae
Il Gravitholus era un dinosauro che visse 75 milioni di anni fa in Canada. Era un pachicefalosauro, ovvero quei dinosauri famosi per le loro teste molto spesse.

## Specie
Trovato in Alberta, è stato descritto nel 1979 da W. P. Wall e Peter Galton. La sola specie finora conosciuta è il Gravitholus albertae. Sebbene alcuni paleontologi credessero che fosse in realtà uno Stegoceras, è stato confermato recentemente che gli era completamente diverso.